# Moldovai Köztársaság Szocialistáinak Pártja

A Moldovai Köztársaság Szocialistáinak Pártja (románul: Partidul Socialiştilor din Republica Moldova) baloldali szocialista párt Moldovában.

## Története
A pártot 1997-ben alapították Moldovai Szocialisták Pártja néven. 2011-ben átnevezték a Moldovai Köztársaság Szocialistáinak Pártja névre.

## Választások
- Elindult a 2016-os moldovai elnökválasztáson, ahol Igor Dodont jelölték, aki megnyerte az első fordulót 47,98 százalékkal, majd november 13-án a második fordulóban 52,11 százalékot kapott.[1]

## Párt elnökei
- Zinaida Greceanîi (2016-napjainkig)